# Franz Karl von Auersperg
Franz Karl von Auersperg (ur. 22 listopada 1660, zm. 6 listopada 1713 w Geschwendt) – austriacki wojskowy, książę ziębicki (1706-1713).

## Życiorys
Franz Karl von Auersperg był młodszym synem Johanna Weikharda von Auersperg i jego żony hrabiny Marii Kathariny von Losenstein. Obrał karierę wojskową i przez 20 lat był kapitanem regimentu Mansfeld. W 1683 roku brał udział w bitwie pod Wiedniem, a następnie został wysłany przez dowódcę wojsk cesarskich księcia Karola Lotaryńskiego z wiadomościami do cesarza Leopolda I, który przebywał w Linzu. Franz Karl von Auersperg otrzymał wkrótce rangę szambelana dworu, został cesarskim pułkownikiem, gubernatorem Karlovacu i dowódcą wojsk na pograniczu chorwacko-tureckim, a w końcu rzeczywistym tajnym radcą.
12 sierpnia 1692 został mianowany na stopień feldmarszałka-lejtnanta, a 30 września 1701 – generała artylerii.
Franz Karl von Auersperg był właścicielem licznych dóbr, które jeszcze powiększył po śmierci swojego wuja Franza Antona von Losenstein, który był ostatnim ze swojej linii rodu. W 1704 roku na mocy umów rodzinnych i spłaty pozostałych spadkobierców został współwłaścicielem dóbr Losenstein, Losensteinieithen i Geschwendt w Wirtembergii. 27 stycznia 1696 roku jego starszy brat Ferdinand Franz von Auersperg, który nie miał męskiego potomstwa, przekazał mu rządy w księstwie ziębickim, których nie mógł sprawować z powodu choroby. Franz Karl nie podejmował żadnych ważnych decyzji w sprawie księstwa dopóki żył jego brat, który zmarł 23 lipca 1706. W 1709 cesarz Józef I wysłał Franza Karla jako swojego przedstawiciela na zjazd książąt we Wrocławiu. Wówczas to po raz pierwszy członek rodu Auerspergów pojawił się na Śląsku. 5 września 1709 książę przyjął hołd Ząbkowic Śląskich, a cztery dni później Ziębic. 27 stycznia 1710 Franz Karl von Auersperg potwierdził przywileje Ząbkowic. W zamian za to rada miejska ofiarowała mu w podarunku 1000 florenów, a jego świcie i kancelarii 214 florenów. 16 kwietnia 1710 r. książę pojechał do Henrykowa, a stamtąd do Wiednia. Nigdy więcej nie odwiedził swoich śląskich posiadłości. Zmarł 6 listopada 1713 w Geschwendt. Portret księcia Franza Karla von Auersperga znajdował się niegdyś w sali posiedzeń rady miejskiej w ząbkowickim ratuszu.
Franz Karl von Auersperg 26 lutego 1685 roku ożenił się z Marią Theresą von Rappach, córką hrabiego Karla Ferdinanda von Rappach i jego żony hrabiny Eleonory von Breuner. Z małżeństwa tego narodziło się czworo dzieci: dwie córki i dwóch synów. Maria Theresa została w 1714 ochmistrzynią dworu cesarzowej. Zmarła 21 stycznia 1741 w wieku 81 lat.